# Bukovac (Mionica)
Bukovac es un pueblo ubicado en el municipio de Mionica, distrito de Kolubara, Serbia.

## Superficie
Cuenta con una superficie de 5,571  kilómetros cuadrados.

## Demografía
Hasta 2022 la población era de 127 habitantes, con una densidad de población de 22,80 habitantes por kilómetro cuadrado.
| 336                                                             | 327 | 335 | 292 | 264 | 225 | 202 | 170 | 127 |
| (Fuente: Population statistics of Eastern Europe & former USSR) |     |     |     |     |     |     |     |     |